# Bilate (řeka)
Bilate je řeka ve střední Etiopii. Má povodí 5 500 km² a roční úhrnný průtok 830 Mm³. Dříve tvořila hranici mezi bývalými provinciemi Sidamo na východně a Wolaita na západě.

## Popis toku
Pramení jihozápadním svahu hory Gurage ve výšce cca 3300 m n. m.,
teče na jih podél západní strany Velké příkopové propadliny. Protéká městy Alaba Kulito a Dinto a ve středu svého toku teče podél sopečného pole Bilate Šet. Ústí do jezera Abaya ve výšce cca 1200 m n. m.
Řeka má na svém středním toku průtok relativně rovnoměrný v průběhu roku (průměrně 11,06 m³/s) ovšem mezi jednotlivými roky jsou značné rozdíly. Není splavná a mezi významnější patří její levostranný přítok Alaba. Na dolním toku byl vybudován zavlažovací systém.